# Барнетт, Алисия
Алисия Барнетт (англ. Alicia Barnett; род. 18 октября 1993, Глостер) — британская теннисистка. Четвертьфиналистка двух турниров Большого шлема в смешанном парном разряде (Уимблдон-2022, Уимблдон-2024); победительница одного турнира WTA в парном разряде.
С 2022 года Барнетт представляет Великобританию на Кубке Билли Джин Кинг, где её рекорд W/L: 3—1. И она стала полуфиналисткой Кубка Билли Джин Кинг (2022).

## Спортивная карьера
В 2017—2023 годах стала победительницей семнадцати турниров ITF в парном разряде.

### 2022
В начале марта 2022 года стала финалисткой в парном разряде турнира категории WTA 250 Lyon Open в Лионе (Франция) вместе с соотечественницей Оливией Николлс, где они в финале проиграли дуэту Вера Звонарёва и Лаура Зигемунд со счётом 5-7, 1-6.
В конце июня 2022 года на Уимблдонском турнире в парном разряде вместе с соотечественницей Оливией Николлс в первом раунде соревнований победили Кайю Канепи и Ренату Ворачова, но во втором круге проиграли Надежде Киченок и Йоане Ралуке Олару.
В начале июля 2022 года на Уимблдонском турнире в смешанном парном разряде вместе с соотечественником Джонни О’Мара дошла до четвертьфинала соревнований, в котором они проиграли австралийской паре Саманта Стосур и Мэттью Эбден, — которые в итоге стали финалистами этого турнира.
В августе 2022 года стала победительницей в парном разряде турнира категории WTA 250 Championnats de Granby в Гранби (Канада) вместе с соотечественницей Оливией Николлс, где они в финале победили Хэрриет Дарт и Розали ван дер Хук со счётом 5-7, 6-3, [10:1].
В конце августа 2022 года в парном разряде на Открытом чемпионате США вместе с соотечественницей Оливией Николлс в первом раунде соревнований проиграли Алексе Гуарачи и Андрее Клепач.
В декабре 2022 года в Лиможе (Франция) стала финалисткой турнира WTA 125 Чемпионат Лиможа в парном разряде вместе с соотечественницей Оливией Николлс, где в финале они проиграли дуэту Марта Костюк и Оксана Калашникова со счётом 5-7, 1-6.

### 2023—2024
В январе 2023 года в парном разряде на Открытом чемпионате Австралии вместе с соотечественницей Оливией Николлс, в первом раунде соревнований проиграли Маркете Вондроушовой и Мириам Колодзиёвой.
В конце мая 2023 года на Открытом чемпионате Франции в парном разряде вместе с соотечественницей Оливией Николлс, в первом раунде соревнований проиграла итальянкам Жасмин Паолини и Мартине Тревизан.
В начале июля 2023 года участвовала на Уимблдонском турнире в парном разряде вместе со своей соотечественницей Оливией Николлс, где они в первом раунде соревнований проиграли Лидии Морозовой и Ингрид Мартинс.
В конце июля 2023 года стала победительницей в парном разряде вместе с соотечественницей Оливией Николлс 100-тысячного турнира ITF Open Araba en Femenino в Витория-Гастейсе (Испания), где они в финале победили Эстель Касино и Диану Марцинкевич со счётом 6-3, 6-4.
В начале июля 2024 года на Уимблдонском турнире в смешанном парном разряде вместе с соотечественником Маркусом Уиллисом дошла до четвертьфинала соревнований, в котором они проиграли мексиканской паре Гильяна Ольмос и Сантьяго Гонсалес, — которые в итоге стали финалистами этого турнира.
В сентябре 2024 года совместно с соотечественницей Мадлен Брукс в парном разряде дошла до полуфинала турнир WTA 250 в Хуахине (Таиланд), где они в полуфинале проиграли будущим победительницам этого турнира паре Анна Данилина и Ирина Хромачёва со счётом 2-6, 3-6.

## Итоговое место в рейтинге WTA по годам
| Год  | Одиночный рейтинг | Парный рейтинг |
| 2024 | —                 | 180            |
| 2023 | —                 | 106            |
| 2022 | 817               | 60             |
| 2021 | 610               | 184            |
| 2020 | 586               | 326            |
| 2019 | 575               | 359            |
| 2018 | 514               | 444            |
| 2017 | 722               | 727            |
| 2016 | 1146              | —              |
| 2015 | —                 | —              |
| 2014 | —                 | —              |
| 2013 | —                 | —              |
| 2012 | 1053              | 1231           |

## Выступления на турнирах

### Финалы турнировWTAв парном разряде (2)

#### Победы (1)
| Легенда:                    |
| --------------------------- |
| Турниры Большого шлема (0)* |
| Олимпиада (0)               |
| Итоговый турнир WTA (0)     |
| WTA 1000 (0)                |
| WTA 500 (0)                 |
| WTA 250 (0+1)               |

| Титулы по покрытиям | Титулы по месту проведения матчей турнира |
| ------------------- | ----------------------------------------- |
| Хард (0+2)*         | Зал (0)                                   |
| Грунт (0)           | Зал (0)                                   |
| Трава (0)           | Открытый воздух (0+1)                     |
| Ковёр (0)           | Открытый воздух (0+1)                     |

* количество побед в одиночном разряде + количество побед в парном разряде.
| №  | Дата            | Турнир         | Покрытие | Партнёрша      | Соперницы в финале              | Счёт           |
| 1. | 27 августа 2022 | Гранби, Канада | Хард     | Оливия Николлс | Розали ван дер Хук Хэрриет Дарт | 5-7 6-3 [10-1] |

#### Поражения (1)
| №  | Дата         | Турнир        | Покрытие   | Партнёрша      | Соперницы в финале            | Счёт    |
| 1. | 6 марта 2022 | Лион, Франция | Хард (зал) | Оливия Николлс | Вера Звонарёва Лаура Зигемунд | 5-7 1-6 |